# شاطئ كواليكم (كولومبيا البريطانية)
شاطئ كواليكم (بالإنجليزية: Qualicum Beach)‏ هي مدينة كندية تقع في مقاطعة كولومبيا البريطانية. تبلغ مساحة هذه المدينة 17.9984 (كم²)، ويبلغ عدد سكانها 8502 نسمة حسب إحصاء سنة 2006 م، بينما كان يسكنها 7849 نسمة في سنة 2001 م. تحتل هذه المدينة المرتبة رقم 441 بين مدن كندا حسب عدد السكان والمرتبة رقم 63 في المقاطعة. نما عدد السكان في هذه المدينة بنسبة (8.3) بين العامين المذكورين.

## وصلات خارجية
- الأطلس الحكومي لكندا
- إحصاءات كندا مع ساعة تعداد السكان